# Vefsnfjord
Le Vefsnfjord est un fjord situé dans le comté norvégien de Nordland, dans la partie sud du Helgeland. Ce bras de mer d'environ 60 km naît du côté atlantique à Tjøtta. La rivière Vefsna se jette dans le fjord à l'est, et la Route européenne 6 le longe au sud-est.